# Olympische Jugend-Sommerspiele 2018/Teilnehmer (Nicaragua)
| Gelbes Symbol für Goldmedaillen mit stilisierten Olympischen Ringen | Graues Symbol für Silbermedaillen mit stilisierten Olympischen Ringen | Braundes Symbol für Bronzemedaillen mit stilisierten Olympischen Ringen |
| ------------------------------------------------------------------- | --------------------------------------------------------------------- | ----------------------------------------------------------------------- |
| —                                                                   | —                                                                     | —                                                                       |

Die Jugend-Olympiamannschaft aus Nicaragua für die III. Olympischen Jugend-Sommerspiele vom 6. bis 18. Oktober 2018 in Buenos Aires (Argentinien) bestand aus drei Athleten.

## Athleten nach Sportarten

### Leichtathletik
Mädchen
- Ariana Durand
400 m Hürden: 15. Platz

### Rudern
Jungen
- Bryan Chamorro
Einer: 19. Platz

### Taekwondo
Jungen
- David Robleto
Klasse bis 73 kg: 9. Platz